# Vòng bảng UEFA Europa League 2023–24
Vòng bảng UEFA Europa League 2023–24 bắt đầu vào ngày 21 tháng 9 năm 2023 và kết thúc vào ngày 14 tháng 12 năm 2023. Có tổng cộng 32 đội thi đấu ở vòng bảng để xác định 16 trong số 24 suất vào vòng đấu loại trực tiếp của UEFA Europa League 2023–24.
Aris Limassol, Brighton & Hove Albion, BK Häcken, Raków Częstochowa, Servette và TSC có lần đầu tiên ra mắt ở vòng bảng. Tất cả 6 câu lạc bộ cũng có lần đầu tiên ra mắt ở vòng bảng một giải đấu UEFA. Hơn nữa, Brighton giành quyền tham dự bóng đá châu Âu lần đầu tiên trong lịch sử của họ. Có tổng cộng 21 hiệp hội quốc gia được đại diện ở vòng bảng.
Đây là mùa giải cuối cùng với thể thức vòng bảng, được thay thế bởi thể thức vòng đấu hạng bắt đầu từ mùa giải tiếp theo.

## Các đội bóng
Dưới đây là các đội tham dự (với hệ số câu lạc bộ UEFA năm 2023), được xếp theo nhóm hạt giống của họ. Họ bao gồm:
- 12 đội tham dự vào vòng này
- 10 đội thắng của vòng play-off
- 6 đội thua của vòng play-off Champions League (4 đội từ Nhóm các đội vô địch, 2 đội từ Nhóm các đội không vô địch)
- 4 đội thua thuộc Nhóm các đội không vô địch của vòng loại thứ ba Champions League

| Chú thích màu sắc                                                                 |
| --------------------------------------------------------------------------------- |
| Đội nhất bảng đi tiếp thẳng vào vòng 16 đội                                       |
| Đội nhì bảng đi tiếp vào vòng play-off đấu loại trực tiếp                         |
| Đội đứng thứ ba tham dự vòng play-off đấu loại trực tiếp Europa Conference League |

| Đội              | Ghi chú | Hệ số   |
| ---------------- | ------- | ------- |
| West Ham United  |         | 50.000  |
| Liverpool        |         | 123.000 |
| Roma             |         | 97.000  |
| Ajax             | [EL-PO] | 89.000  |
| Villarreal       |         | 82.000  |
| Bayer Leverkusen |         | 72.000  |
| Atalanta         |         | 55.500  |
| Rangers          | [CL-LP] | 54.000  |

| Đội           | Ghi chú | Hệ số  |
| ------------- | ------- | ------ |
| Sporting CP   |         | 52.500 |
| Slavia Prague | [EL-PO] | 52.000 |
| Rennes        |         | 44.000 |
| Olympiacos    | [EL-PO] | 39.000 |
| Real Betis    |         | 37.000 |
| LASK          | [EL-PO] | 36.000 |
| Marseille     | [CL-LQ] | 33.000 |
| Qarabağ       | [EL-PO] | 25.000 |

| Đội                    | Ghi chú | Hệ số  |
| ---------------------- | ------- | ------ |
| Molde                  | [CL-CP] | 24.000 |
| Brighton & Hove Albion |         | 21.914 |
| Sheriff Tiraspol       | [EL-PO] | 19.500 |
| Union Saint-Gilloise   | [EL-PO] | 19.000 |
| SC Freiburg            |         | 16.496 |
| Sparta Prague          |         | 14.000 |
| Maccabi Haifa          | [CL-CP] | 13.000 |
| Strum Graz             | [CL-LQ] | 12.500 |

| Đội               | Ghi chú | Hệ số  |
| ----------------- | ------- | ------ |
| Toulouse          |         | 12.232 |
| AEK Athens        | [CL-CP] | 11.000 |
| TSC               | [CL-LQ] | 6.475  |
| Servette          | [CL-LQ] | 6.335  |
| Panathinaikos     | [CL-LP] | 5.045  |
| Raków Częstochowa | [CL-CP] | 5.000  |
| Aris Limassol     | [EL-PO] | 4.895  |
| BK Häcken         | [EL-PO] | 4.750  |

Ghi chú
1. EL-PO Đội thắng của vòng play-off.
2. CL-CP Đội thua của vòng play-off Champions League (Nhóm các đội vô địch).
3. CL-LP Đội thua của vòng play-off Champions League (Nhóm các đội không vô địch).
4. CL-LQ Đội thua của vòng loại thứ ba Champions League (Nhóm các đội không vô địch).

## Các bảng
Lịch thi đấu được công bố vào ngày 2 tháng 9 năm 2023, một ngày sau lễ bốc thăm. Các trận đấu được diễn ra vào ngày 21 tháng 9, 5 tháng 10, 26 tháng 10, 9 tháng 11, 30 tháng 11 và 14 tháng 12 năm 2023. Thời gian bắt đầu trận đấu được lên lịch là 18:45 và 21:00 CET/CEST.
Thời gian là CET/CEST, do UEFA liệt kê (giờ địa phương nếu khác nhau thì được hiển thị trong ngoặc đơn).

### Bảng A
| VT | Đội             | ST | T | H | B | BT | BB | HS  | Đ  | Giành quyền tham dự                          |  | WHU | FRE | OLY | TSC |
| -- | --------------- | -- | - | - | - | -- | -- | --- | -- | -------------------------------------------- |  | --- | --- | --- | --- |
| 1  | West Ham United | 6  | 5 | 0 | 1 | 10 | 4  | +6  | 15 | Đi tiếp vào vòng 16 đội                      |  | —   | 2–0 | 1–0 | 3–1 |
| 2  | SC Freiburg     | 6  | 4 | 0 | 2 | 17 | 7  | +10 | 12 | Đi tiếp vào vòng play-off đấu loại trực tiếp |  | 1–2 | —   | 5–0 | 5–0 |
| 3  | Olympiacos      | 6  | 2 | 1 | 3 | 11 | 14 | −3  | 7  | Chuyển qua Europa Conference League          |  | 2–1 | 2–3 | —   | 5–2 |
| 4  | TSC             | 6  | 0 | 1 | 5 | 6  | 19 | −13 | 1  |                                              |  | 0–1 | 1–3 | 2–2 | —   |

| West Ham United               | 3–1      | TSC        |
| ----------------------------- | -------- | ---------- |
| - Kudus 66', 70' - Souček 82' | Chi tiết | Stanić 48' |

| Olympiacos          | 2–3      | SC Freiburg                                     |
| ------------------- | -------- | ----------------------------------------------- |
| - El Kaabi 40', 75' | Chi tiết | - Sallai 9' - Grifo 45+7' (ph.đ.) - Philipp 86' |

| SC Freiburg  | 1–2      | West Ham United           |
| ------------ | -------- | ------------------------- |
| - Sallai 49' | Chi tiết | - Paquetá 8' - Aguerd 66' |

| TSC                          | 2–2      | Olympiacos                   |
| ---------------------------- | -------- | ---------------------------- |
| - Đakovac 63' - Pantović 90' | Chi tiết | - Masouras 16' - Podence 57' |

| Olympiacos                             | 2–1      | West Ham United |
| -------------------------------------- | -------- | --------------- |
| - Fortounis 33' - Ogbonna 45+1' (l.n.) | Chi tiết | - Paquetá 87'   |

| TSC            | 1–3      | SC Freiburg                   |
| -------------- | -------- | ----------------------------- |
| - Petrović 13' | Chi tiết | - Grifo 49' (ph.đ.), 59', 73' |

| SC Freiburg                                                         | 5–0      | TSC |
| ------------------------------------------------------------------- | -------- | --- |
| - Röhl 24' - Eggestein 56' - Weißhaupt 69' - Adamu 80' - Dōan 90+2' | Chi tiết |     |

| West Ham United | 1-0      | Olympiacos |
| --------------- | -------- | ---------- |
| - Paquetá 73'   | Chi tiết |            |

| SC Freiburg                                          | 5–0      | Olympiacos |
| ---------------------------------------------------- | -------- | ---------- |
| - Gregoritsch 3', 8', 36' - Sildillia 42' - Dōan 77' | Chi tiết |            |

| TSC | 0–1      | West Ham United |
| --- | -------- | --------------- |
|     | Chi tiết | - Souček 89'    |

| West Ham United           | 2–0      | SC Freiburg |
| ------------------------- | -------- | ----------- |
| - Kudus 14' - Álvarez 42' | Chi tiết |             |

| Olympiacos                                                         | 5–2      | TSC                          |
| ------------------------------------------------------------------ | -------- | ---------------------------- |
| - El Kaabi 21' - Podence 40', 42' - Ilić 46' (l.n.) - El-Arabi 68' | Chi tiết | - Đakovac 48' - Ćirković 61' |

### Bảng B
| VT | Đội                    | ST | T | H | B | BT | BB | HS | Đ  | Giành quyền tham dự                          |  | BHA | MAR | AJA | AEK |
| -- | ---------------------- | -- | - | - | - | -- | -- | -- | -- | -------------------------------------------- |  | --- | --- | --- | --- |
| 1  | Brighton & Hove Albion | 6  | 4 | 1 | 1 | 10 | 5  | +5 | 13 | Đi tiếp vào vòng 16 đội                      |  | —   | 1–0 | 2–0 | 2–3 |
| 2  | Marseille              | 6  | 3 | 2 | 1 | 14 | 10 | +4 | 11 | Đi tiếp vào vòng play-off đấu loại trực tiếp |  | 2–2 | —   | 4–3 | 3–1 |
| 3  | Ajax                   | 6  | 1 | 2 | 3 | 10 | 13 | −3 | 5  | Chuyển qua Europa Conference League          |  | 0–2 | 3–3 | —   | 3–1 |
| 4  | AEK Athens             | 6  | 1 | 1 | 4 | 6  | 12 | −6 | 4  |                                              |  | 0–1 | 0–2 | 1–1 | —   |

| Ajax                                   | 3–3      | Marseille                          |
| -------------------------------------- | -------- | ---------------------------------- |
| - Forbs 9' - Berghuis 20' - Taylor 52' | Chi tiết | - Clauss 23' - Aubameyang 38', 78' |

| Brighton & Hove Albion              | 2–3      | AEK Athens                               |
| ----------------------------------- | -------- | ---------------------------------------- |
| João Pedro 30' (ph.đ.), 67' (ph.đ.) | Chi tiết | - Sidibé 11' - Gaćinović 40' - Ponce 84' |

| Marseille                   | 2–2      | Brighton & Hove Albion              |
| --------------------------- | -------- | ----------------------------------- |
| - Mbemba 19' - Veretout 20' | Chi tiết | - Groß 54' - João Pedro 88' (ph.đ.) |

| AEK Athens | 1–1      | Ajax                   |
| ---------- | -------- | ---------------------- |
| - Vida 75' | Chi tiết | - Bergwijn 30' (ph.đ.) |

| Marseille                                                | 3–1      | AEK Athens   |
| -------------------------------------------------------- | -------- | ------------ |
| - Vitinha 27' - Harit 60' (ph.đ.) - Veretout 79' (ph.đ.) | Chi tiết | - Pineda 53' |

| Brighton & Hove Albion      | 2–0      | Ajax |
| --------------------------- | -------- | ---- |
| - João Pedro 42' - Fati 53' | Chi tiết |      |

| Ajax | 0–2      | Brighton & Hove Albion   |
| ---- | -------- | ------------------------ |
|      | Chi tiết | - Fati 15' - Adingra 53' |

| AEK Athens | 0–2      | Marseille                 |
| ---------- | -------- | ------------------------- |
|            | Chi tiết | - Mbemba 25' - Sarr 90+3' |

| AEK Athens | 0–1      | Brighton & Hove Albion   |
| ---------- | -------- | ------------------------ |
|            | Chi tiết | - João Pedro 55' (ph.đ.) |

| Marseille                                                | 4–3      | Ajax                           |
| -------------------------------------------------------- | -------- | ------------------------------ |
| - Aubameyang 9' (ph.đ.), 48', 90+3' (ph.đ.) - Mbemba 26' | Chi tiết | - Brobbey 10', 30' - Akpom 79' |

| Ajax                         | 3–1      | AEK Athens   |
| ---------------------------- | -------- | ------------ |
| - Akpom 5', 56' - Taylor 20' | Chi tiết | - García 11' |

| Brighton & Hove Albion | 1–0      | Marseille |
| ---------------------- | -------- | --------- |
| - João Pedro 88'       | Chi tiết |           |

### Bảng C
| VT | Đội           | ST | T | H | B | BT | BB | HS | Đ  | Giành quyền tham dự                          |  | RAN | SPP | BET | ALI |
| -- | ------------- | -- | - | - | - | -- | -- | -- | -- | -------------------------------------------- |  | --- | --- | --- | --- |
| 1  | Rangers       | 6  | 3 | 2 | 1 | 8  | 6  | +2 | 11 | Đi tiếp vào vòng 16 đội                      |  | —   | 2–1 | 1–0 | 1–1 |
| 2  | Sparta Prague | 6  | 3 | 1 | 2 | 9  | 7  | +2 | 10 | Đi tiếp vào vòng play-off đấu loại trực tiếp |  | 0–0 | —   | 1–0 | 3–2 |
| 3  | Real Betis    | 6  | 3 | 0 | 3 | 9  | 7  | +2 | 9  | Chuyển qua Europa Conference League          |  | 2–3 | 2–1 | —   | 4–1 |
| 4  | Aris Limassol | 6  | 1 | 1 | 4 | 7  | 13 | −6 | 4  |                                              |  | 2–1 | 1–3 | 0–1 | —   |

| Sparta Prague                 | 3–2      | Aris Limassol                       |
| ----------------------------- | -------- | ----------------------------------- |
| - Krejčí 20', 25' - Vitík 67' | Chi tiết | - Kokorin 11' (ph.đ.) - Babicka 90' |

| Rangers    | 1–0      | Real Betis |
| ---------- | -------- | ---------- |
| - Sima 68' | Chi tiết |            |

| Real Betis           | 2–1      | Sparta Prague    |
| -------------------- | -------- | ---------------- |
| - Diao 9' - Isco 79' | Chi tiết | - Birmančević 3' |

| Aris Limassol                           | 2–1      | Rangers    |
| --------------------------------------- | -------- | ---------- |
| - Moucketou-Moussounda 9' - Babicka 59' | Chi tiết | - Sima 70' |

| Sparta Prague | 0–0      | Rangers |
| ------------- | -------- | ------- |
|               | Chi tiết |         |

| Aris Limassol | 0–1      | Real Betis  |
| ------------- | -------- | ----------- |
|               | Chi tiết | - Pérez 75' |

| Real Betis                                                | 4–1      | Aris Limassol |
| --------------------------------------------------------- | -------- | ------------- |
| - Iglesias 34' - Ruibal 64' - Roca 79' - Ezzalzouli 90+4' | Chi tiết | - Kokorin 84' |

| Rangers                     | 2–1      | Sparta Prague  |
| --------------------------- | -------- | -------------- |
| - Danilo 11' - Cantwell 20' | Chi tiết | - Haraslín 77' |

| Sparta Prague  | 1–0      | Real Betis |
| -------------- | -------- | ---------- |
| - Haraslín 54' | Chi tiết |            |

| Rangers          | 1–1      | Aris Limassol |
| ---------------- | -------- | ------------- |
| - McCausland 49' | Chi tiết | - Babicka 28' |

| Real Betis                | 2–3      | Rangers                              |
| ------------------------- | -------- | ------------------------------------ |
| - Miranda 14' - Pérez 37' | Chi tiết | - Sima 10' - Dessers 20' - Roofe 78' |

| Aris Limassol   | 1–3      | Sparta Prague                        |
| --------------- | -------- | ------------------------------------ |
| - Bengtsson 84' | Chi tiết | - Kuchta 4' - Birmančević 11', 45+1' |

### Bảng D
| VT | Đội               | ST | T | H | B | BT | BB | HS | Đ  | Giành quyền tham dự                          |  | ATA    | SCP | STU    | RAK |
| -- | ----------------- | -- | - | - | - | -- | -- | -- | -- | -------------------------------------------- |  | ------ | --- | ------ | --- |
| 1  | Atalanta          | 6  | 4 | 2 | 0 | 12 | 4  | +8 | 14 | Đi tiếp vào vòng 16 đội                      |  | —      | 1–1 | 1–0    | 2–0 |
| 2  | Sporting CP       | 6  | 3 | 2 | 1 | 10 | 6  | +4 | 11 | Đi tiếp vào vòng play-off đấu loại trực tiếp |  | 1–2    | —   | 14 Dec | 2–1 |
| 3  | Sturm Graz        | 6  | 1 | 1 | 4 | 4  | 9  | −5 | 4  | Chuyển qua Europa Conference League          |  | 2–2    | 1–2 | —      | 0–1 |
| 4  | Raków Częstochowa | 6  | 1 | 1 | 4 | 3  | 10 | −7 | 4  |                                              |  | 14 Dec | 1–1 | 0–1    | —   |

1. 1 2  Bằng nhau ở kết quả đối đầu. Hiệu số bàn thắng thua tổng thể được sử dụng làm tiêu chí xếp hạng.

| Atalanta                         | 2–0      | Raków Częstochowa |
| -------------------------------- | -------- | ----------------- |
| - De Ketelaere 49' - Éderson 66' | Chi tiết |                   |

| Sturm Graz   | 1–2      | Sporting CP                   |
| ------------ | -------- | ----------------------------- |
| - Bøving 58' | Chi tiết | - Gyökeres 76' - Diomande 84' |

| Sporting CP            | 1–2      | Atalanta                     |
| ---------------------- | -------- | ---------------------------- |
| - Gyökeres 76' (ph.đ.) | Chi tiết | - Scalvini 33' - Ruggeri 43' |

| Raków Częstochowa | 0–1      | Sturm Graz   |
| ----------------- | -------- | ------------ |
|                   | Chi tiết | - Bøving 24' |

| Sturm Graz                           | 2–2      | Atalanta                    |
| ------------------------------------ | -------- | --------------------------- |
| - Prass 13' - Włodarczyk 80' (ph.đ.) | Chi tiết | - Muriel 34', 45+7' (ph.đ.) |

| Raków Częstochowa | 1–1      | Sporting CP  |
| ----------------- | -------- | ------------ |
| - Piasecki 79'    | Chi tiết | - Coates 14' |

| Atalanta       | 1–0      | Sturm Graz |
| -------------- | -------- | ---------- |
| - Djimsiti 50' | Chi tiết |            |

| Sporting CP                          | 2–1      | Raków Częstochowa |
| ------------------------------------ | -------- | ----------------- |
| - Gonçalves 14' (ph.đ.), 52' (ph.đ.) | Chi tiết | - Rundić 70'      |

| Atalanta       | 1–1      | Sporting CP   |
| -------------- | -------- | ------------- |
| - Scamacca 23' | Chi tiết | - Edwards 56' |

| Sturm Graz | 0–1      | Raków Częstochowa |
| ---------- | -------- | ----------------- |
|            | Chi tiết | - Yeboah 81'      |

| Sporting CP                      | 3–0      | Sturm Graz |
| -------------------------------- | -------- | ---------- |
| - Gyökeres 39' - Inácio 60', 70' | Chi tiết |            |

| Raków Częstochowa | 0–4      | Atalanta                                              |
| ----------------- | -------- | ----------------------------------------------------- |
|                   | Chi tiết | - Muriel 14', 72' - Bonfanti 26' - De Ketelaere 90+2' |

### Bảng E
| VT | Đội                  | ST | T | H | B | BT | BB | HS  | Đ  | Giành quyền tham dự                          |  | LIV | TOU | USG | LAS |
| -- | -------------------- | -- | - | - | - | -- | -- | --- | -- | -------------------------------------------- |  | --- | --- | --- | --- |
| 1  | Liverpool            | 6  | 4 | 0 | 2 | 17 | 7  | +10 | 12 | Đi tiếp vào vòng 16 đội                      |  | —   | 5–1 | 2–0 | 4–0 |
| 2  | Toulouse             | 6  | 3 | 2 | 1 | 8  | 9  | −1  | 11 | Đi tiếp vào vòng play-off đấu loại trực tiếp |  | 3–2 | —   | 0–0 | 1–0 |
| 3  | Union Saint-Gilloise | 6  | 2 | 2 | 2 | 5  | 8  | −3  | 8  | Chuyển qua Europa Conference League          |  | 2–1 | 1–1 | —   | 2–1 |
| 4  | LASK                 | 6  | 1 | 0 | 5 | 6  | 12 | −6  | 3  |                                              |  | 1–3 | 1–2 | 3–0 | —   |

| LASK          | 1–3      | Liverpool                                  |
| ------------- | -------- | ------------------------------------------ |
| - Flecker 14' | Chi tiết | - Núñez 56' (ph.đ.) - Díaz 63' - Salah 88' |

| Union Saint-Gilloise | 1–1      | Toulouse                 |
| -------------------- | -------- | ------------------------ |
| - Amoura 69'         | Chi tiết | - Dallinga 45+3' (ph.đ.) |

| Liverpool                      | 2–0      | Union Saint-Gilloise |
| ------------------------------ | -------- | -------------------- |
| - Gravenberch 44' - Jota 90+2' | Chi tiết |                      |

| Toulouse    | 1–0      | LASK |
| ----------- | -------- | ---- |
| - Suazo 31' | Chi tiết |      |

| Union Saint-Gilloise                  | 2–1      | LASK       |
| ------------------------------------- | -------- | ---------- |
| - Puertas 84' (ph.đ.) - Burgess 90+4' | Chi tiết | - Usor 24' |

| Liverpool                                                        | 5–1      | Toulouse       |
| ---------------------------------------------------------------- | -------- | -------------- |
| - Jota 9' - Endo 30' - Núñez 34' - Gravenberch 65' - Salah 90+3' | Chi tiết | - Dallinga 16' |

| LASK                                                | 3–0      | Union Saint-Gilloise |
| --------------------------------------------------- | -------- | -------------------- |
| - Horvath 25' (ph.đ.) - Talovyerov 45+4' - Žulj 77' | Chi tiết |                      |

| Toulouse                                | 3–2      | Liverpool                        |
| --------------------------------------- | -------- | -------------------------------- |
| - Dønnum 36' - Dallinga 58' - Magri 76' | Chi tiết | - Cásseres 74' (l.n.) - Jota 89' |

| Liverpool                                         | 4–0      | LASK |
| ------------------------------------------------- | -------- | ---- |
| - Díaz 12' - Gakpo 15', 90+2' - Salah 51' (ph.đ.) | Chi tiết |      |

| Toulouse | 0–0      | Union Saint-Gilloise |
| -------- | -------- | -------------------- |
|          | Chi tiết |                      |

| Union Saint-Gilloise       | 2–1      | Liverpool     |
| -------------------------- | -------- | ------------- |
| - Amoura 32' - Puertas 43' | Chi tiết | - Quansah 40' |

| LASK           | 1–2      | Toulouse                   |
| -------------- | -------- | -------------------------- |
| - Ljubičić 61' | Chi tiết | - Dallinga 54' - Suazo 83' |

### Bảng F
| VT | Đội           | ST | T | H | B | BT | BB | HS | Đ  | Giành quyền tham dự                          |  | VIL | REN | MHA | PAO |
| -- | ------------- | -- | - | - | - | -- | -- | -- | -- | -------------------------------------------- |  | --- | --- | --- | --- |
| 1  | Villarreal    | 6  | 4 | 1 | 1 | 9  | 7  | +2 | 13 | Đi tiếp vào vòng 16 đội                      |  | —   | 1–0 | 0–0 | 3–2 |
| 2  | Rennes        | 6  | 4 | 0 | 2 | 13 | 6  | +7 | 12 | Đi tiếp vào vòng play-off đấu loại trực tiếp |  | 2–3 | —   | 3–0 | 3–1 |
| 3  | Maccabi Haifa | 6  | 1 | 2 | 3 | 3  | 9  | −6 | 5  | Chuyển qua Europa Conference League          |  | 1–2 | 0–3 | —   | 0–0 |
| 4  | Panathinaikos | 6  | 1 | 1 | 4 | 7  | 10 | −3 | 4  |                                              |  | 2–0 | 1–2 | 1–2 | —   |

| Rennes                                  | 3–0      | Maccabi Haifa |
| --------------------------------------- | -------- | ------------- |
| - Blas 1' - Truffert 31' - Yıldırım 55' | Chi tiết |               |

| Panathinaikos                | 2–0      | Villarreal |
| ---------------------------- | -------- | ---------- |
| - Ioannidis 38' - Šporar 78' | Chi tiết |            |

| Villarreal    | 1–0      | Rennes |
| ------------- | -------- | ------ |
| - Sørloth 36' | Chi tiết |        |

| Maccabi Haifa | 0–0      | Panathinaikos |
| ------------- | -------- | ------------- |
|               | Chi tiết |               |

| Panathinaikos           | 1–2      | Rennes                       |
| ----------------------- | -------- | ---------------------------- |
| - Ioannidis 61' (ph.đ.) | Chi tiết | - Gouiri 7' - Kalimuendo 49' |

| Rennes                                     | 3–1      | Panathinaikos           |
| ------------------------------------------ | -------- | ----------------------- |
| - Rieder 9' - Salah 65' - Blas 70' (ph.đ.) | Chi tiết | - Ioannidis 34' (ph.đ.) |

| Maccabi Haifa | 1–2      | Villarreal                |
| ------------- | -------- | ------------------------- |
| - Seck 30'    | Chi tiết | - Baena 82' - Sørloth 86' |

| Maccabi Haifa | 0–3      | Rennes                                    |
| ------------- | -------- | ----------------------------------------- |
|               | Chi tiết | - Terrier 29' - Gouiri 47' - Rieder 90+3' |

| Villarreal                               | 3–2      | Panathinaikos                  |
| ---------------------------------------- | -------- | ------------------------------ |
| - Baena 29' - Comesaña 34' - Morales 47' | Chi tiết | - Palacios 66' - Ioannidis 81' |

| Villarreal | 0–0      | Maccabi Haifa |
| ---------- | -------- | ------------- |
|            | Chi tiết |               |

| Rennes                    | 2–3      | Villarreal                                          |
| ------------------------- | -------- | --------------------------------------------------- |
| - Assignon 37' - Blas 79' | Chi tiết | - G. Moreno 36' (ph.đ.) - Akhomach 62' - Parejo 80' |

| Panathinaikos   | 1–2      | Maccabi Haifa           |
| --------------- | -------- | ----------------------- |
| - Ioannidis 89' | Chi tiết | - David 20' - Chery 74' |

### Bảng G
| VT | Đội              | ST | T | H | B | BT | BB | HS  | Đ  | Giành quyền tham dự                          |  | SLP | ROM | SRV | SHE |
| -- | ---------------- | -- | - | - | - | -- | -- | --- | -- | -------------------------------------------- |  | --- | --- | --- | --- |
| 1  | Slavia Prague    | 6  | 5 | 0 | 1 | 17 | 4  | +13 | 15 | Đi tiếp vào vòng 16 đội                      |  | —   | 2–0 | 4–0 | 6–0 |
| 2  | Roma             | 6  | 4 | 1 | 1 | 12 | 4  | +8  | 13 | Đi tiếp vào vòng play-off đấu loại trực tiếp |  | 2–0 | —   | 4–0 | 3–0 |
| 3  | Servette         | 6  | 1 | 2 | 3 | 4  | 13 | −9  | 5  | Chuyển qua Europa Conference League          |  | 0–2 | 1–1 | —   | 2–1 |
| 4  | Sheriff Tiraspol | 6  | 0 | 1 | 5 | 5  | 17 | −12 | 1  |                                              |  | 2–3 | 1–2 | 1–1 | —   |

| Servette | 0–2      | Slavia Prague             |
| -------- | -------- | ------------------------- |
|          | Chi tiết | - Masopust 32' - Ogbu 59' |

| Sheriff Tiraspol | 1–2      | Roma                             |
| ---------------- | -------- | -------------------------------- |
| - Tovar 57'      | Chi tiết | - Kiki 45+4' (l.n.) - Lukaku 65' |

| Roma                                             | 4–0      | Servette |
| ------------------------------------------------ | -------- | -------- |
| - Lukaku 21' - Belotti 46', 59' - Pellegrini 52' | Chi tiết |          |

| Slavia Prague                                                                 | 6–0      | Sheriff Tiraspol |
| ----------------------------------------------------------------------------- | -------- | ---------------- |
| - Chytil 4', 71' - Ogbu 7' - Garananga 39' (l.n.) - Schranz 47' - Douděra 58' | Chi tiết |                  |

| Roma                   | 2–0      | Slavia Prague |
| ---------------------- | -------- | ------------- |
| - Bove 1' - Lukaku 17' | Chi tiết |               |

| Sheriff Tiraspol | 1–1      | Servette       |
| ---------------- | -------- | -------------- |
| - Ankeye 80'     | Chi tiết | - Crivelli 41' |

| Servette                             | 2–1      | Sheriff Tiraspol     |
| ------------------------------------ | -------- | -------------------- |
| - Rouiller 84' - Bedia 90+3' (ph.đ.) | Chi tiết | - Severin 12' (l.n.) |

| Slavia Prague                | 2–0      | Roma |
| ---------------------------- | -------- | ---- |
| - Jurečka 50' - Masopust 74' | Chi tiết |      |

| Servette    | 1–1      | Roma         |
| ----------- | -------- | ------------ |
| - Bedia 50' | Chi tiết | - Lukaku 21' |

| Sheriff Tiraspol                 | 2–3      | Slavia Prague                                       |
| -------------------------------- | -------- | --------------------------------------------------- |
| - Tovar 45+3' - Ngom Mbekeli 56' | Chi tiết | - Jurečka 19' - Zafeiris 78' - Tijani 90+5' (ph.đ.) |

| Roma                                       | 3–0      | Sheriff Tiraspol |
| ------------------------------------------ | -------- | ---------------- |
| - Lukaku 11' - Belotti 32' - Pisilli 90+3' | Chi tiết |                  |

| Slavia Prague                                   | 4–0      | Servette |
| ----------------------------------------------- | -------- | -------- |
| - Douděra 15' - Schranz 25' - Chytil 30', 45+1' | Chi tiết |          |

### Bảng H
| VT | Đội              | ST | T | H | B | BT | BB | HS  | Đ  | Giành quyền tham dự                          |  | LEV | QAR | MOL | HAC |
| -- | ---------------- | -- | - | - | - | -- | -- | --- | -- | -------------------------------------------- |  | --- | --- | --- | --- |
| 1  | Bayer Leverkusen | 6  | 6 | 0 | 0 | 19 | 3  | +16 | 18 | Đi tiếp vào vòng 16 đội                      |  | —   | 5–1 | 5–1 | 4–0 |
| 2  | Qarabağ          | 6  | 3 | 1 | 2 | 7  | 9  | −2  | 10 | Đi tiếp vào vòng play-off đấu loại trực tiếp |  | 0–1 | —   | 1–0 | 2–1 |
| 3  | Molde            | 6  | 2 | 1 | 3 | 12 | 12 | 0   | 7  | Chuyển qua Europa Conference League          |  | 1–2 | 2–2 | —   | 5–1 |
| 4  | BK Häcken        | 6  | 0 | 0 | 6 | 3  | 17 | −14 | 0  |                                              |  | 0–2 | 0–1 | 1–3 | —   |

| Bayer Leverkusen                                    | 4–0      | BK Häcken |
| --------------------------------------------------- | -------- | --------- |
| - Wirtz 10' - Adli 16' - Boniface 66' - Hofmann 70' | Chi tiết |           |

| Qarabağ          | 1–0      | Molde |
| ---------------- | -------- | ----- |
| - L. Andrade 56' | Chi tiết |       |

| Molde         | 1–2      | Bayer Leverkusen           |
| ------------- | -------- | -------------------------- |
| - Breivik 87' | Chi tiết | - Frimpong 14' - Tella 18' |

| BK Häcken | 0–1      | Qarabağ       |
| --------- | -------- | ------------- |
|           | Chi tiết | - Juninho 70' |

| Molde                                                             | 5–1      | BK Häcken   |
| ----------------------------------------------------------------- | -------- | ----------- |
| - Gulbrandsen 6' - Eikrem 27', 55' - Breivik 30' - Bjørnbak 90+3' | Chi tiết | - Sonko 21' |

| Bayer Leverkusen                                            | 5–1      | Qarabağ                |
| ----------------------------------------------------------- | -------- | ---------------------- |
| - Wirtz 5' - Grimaldo 29', 54' - Boniface 35' - Tapsoba 57' | Chi tiết | - Bayramov 16' (ph.đ.) |

| Qarabağ | 0–1      | Bayer Leverkusen         |
| ------- | -------- | ------------------------ |
|         | Chi tiết | - Boniface 90+4' (ph.đ.) |

| BK Häcken    | 1–3      | Molde                                |
| ------------ | -------- | ------------------------------------ |
| - Hrstić 65' | Chi tiết | - Gulbrandsen 16' - Eriksen 24', 86' |

| Molde              | 2–2      | Qarabağ                           |
| ------------------ | -------- | --------------------------------- |
| - Eriksen 82', 87' | Chi tiết | - Juninho 12' - Mustafazadə 90+5' |

| BK Häcken | 0–2      | Bayer Leverkusen            |
| --------- | -------- | --------------------------- |
|           | Chi tiết | - Boniface 14' - Schick 74' |

| Bayer Leverkusen                                                   | 5–1      | Molde          |
| ------------------------------------------------------------------ | -------- | -------------- |
| - Schick 6' - Tapsoba 22' - Ellingsen 25' (l.n.) - Hložek 60', 70' | Chi tiết | - Kitolano 75' |

| Qarabağ                     | 2–1      | BK Häcken               |
| --------------------------- | -------- | ----------------------- |
| - Andrade 1' - Benzia 45+4' | Chi tiết | - Hüseynov 90+4' (l.n.) |